# William G. Carnes
William G. Carnes est un architecte américain né en 1907 à La Plata, dans le Missouri, et mort le 29 juillet 1990 à Green Valley, dans l'Arizona. Ancien étudiant de l'université de Californie à Berkeley, il est surtout connu pour son travail pour le compte du National Park Service, qu'il rejoint en 1933 en Californie. Il emploie le style rustique du NPS pour plusieurs constructions de l'agence, parmi lesquelles l'Entrance Station du Devils Tower National Monument ou la South Campground Comfort Station du parc national de Zion. Domicilié à Bethesda, dans le Maryland, à compter de 1936, il prend sa retraite en 1962 mais continue à exercer à l'université d'Illinois jusqu'en 1972.

## Quelques réalisations
- Entrance Station — Devils Tower National Monument
- Floor of the Valley Road — Parc national de Zion
- Rattlesnake Springs Pump House — Parc national des grottes de Carlsbad
- Saddlehorn Caretaker's House and Garage — Colorado National Monument
- Saddlehorn Comfort Station — Colorado National Monument
- South Campground Comfort Station — Parc national de Zion